# Каганов, Ариан
Ян Керкхоф (нем. Ian Kerkhof; род. 1 января 1964, Йоханнесбург, Южно-Африканская Республика), более известный под псевдонимом Ариан Каганов (нем. Aryan Kaganof) — голландский режиссер, писатель, поэт и художник родом из ЮАР.

## Биография
Ян Керкхоф родился в 1964 году в Йоханнесбурге, ЮАР. Приехал в Нидерланды в возрасте девятнадцати лет, чтобы избежать военной службы в Южной Африке. В 1984 году ему был предоставлен статус беженца. Он работал в Амстердаме на пиратском радио Radio 100 и посещал Нидерландскую академию кино и телевидения.
В 1996 году он снял фильм «Ко всем чертям!» (нидерл. Naar de Klote!).
В 1999 году он сменил имя на Ариан Каганов, это было имя его биологического отца-еврея, с которым он впервые встретился незадолго до его смерти. Впоследствии Каганов также обратился в иудаизм.
Фильмы Каганова характеризуются необычной структурой повествования и затрагивают такие темы, как секс, наркотики, насилие и смерть.

## Фильмография
- 1996 — Ко всем чертям! / Naar de Klote! — режиссёр, автор сценария

## Сборники стихов
- Drive Through Funeral (Pine Slopes Publications, 2003)
- The Freedom Fighter (Illuseum Press, 2004)
- Jou Ma Se Poems (Pine Slopes Publications, 2005)
- The Ballad Of Sugar Moon and Coffin Deadly (Pine Slopes Publications, 2007)